# Озерне (Синельниківський район)
Озерне́ — село в Україні, у Синельниківському районі Дніпропетровської області. Входить до складу Брагинівської сільської громади. Населення становить 217 осіб. До 2020 року орган місцевого самоврядування — Олександропільська сільська рада.

## Історія
12 червня 2020 року, відповідно до розпорядження Кабінету Міністрів України № 709-р від «Про визначення адміністративних центрів та затвердження територій територіальних громад Дніпропетровської області», увійшло до складу Брагинівської сільської громади.
19 липня 2020 року, в результаті адміністративно-територіальної реформи та ліквідації  Петропавлівського району, село увійшло до складу новоутвореного Синельниківського району.

## Географія
Село Озерне знаходиться на лівому березі річки Самара, вище за течією на відстані 3 км розташоване село Олександропіль, нижче за течією на відстані 0,5 км розташоване село Лугове, на протилежному березі — село Хороше. Річка в цьому місці звивиста, утворює лимани, стариці та заболочені озера. Поруч проходить автомобільна дорога Т 0424.

## Населення

### Мова
Розподіл населення за рідною мовою за даними перепису 2001 року:
| Мова       | Кількість | Відсоток |
| ---------- | --------- | -------- |
| українська | 201       | 92.63%   |
| російська  | 12        | 5.53%    |
| вірменська | 3         | 1.38%    |
| білоруська | 1         | 0.46%    |
| Усього     | 217       | 100%     |